# Кахаватте, Салия
Салия Кахаватте (6 декабря 1969, Фрайберг, ГДР) — немецкий предприниматель и писатель.

## Биография
Салия Кахаватте родился в браке немки и сингальца (Шри-Ланка). Когда сыну было три года, семья переехала из ГДР ближе к Оснабрюку, там Салия вырос. В 15 лет он потерял большую часть зрения из-за прогрессирующего отслоения сетчатки. Несмотря на серьёзные проблемы со зрением, он мог существовать в мире зрячих: с большим прилежанием Салия окончил обычную школу, получил образование по специальности «Гостиничный менеджмент», сделал карьеру в гостиничном и гастрономическом бизнесе. В течение долгих лет он не говорил о своей инвалидности, но страдал от этой лжи, был болен и находился в депрессии.
В 2006 году после перерыва и окончания учёбы по специальности «Экономика в сфере гостиничного бизнеса» Кахаватте открыто рассказал о своей инвалидности во время устройства на работу и не нашел подходящего работодателя. Кахаватте получал пособие по безработице, он решил превратить недостаток в свою отличительную особенность. Без финансовых средств Салия основал предприятие minusVisus. Название компании происходит от слов «minus» и «Visus». В конце 2018 он назвал предприятие Saliya Projects GmbH um.
В 2009 году после издания его автобиографической книги «Свидание с жизнью вслепую» появились многочисленные выступления Салии на немецкоязычном телевидении.
В августе 2015 года Кахаватте получил награду «Жизненный путь предпринимателя с ограниченными возможностями, заслуживающий внимания» от фонда Lebensspur в Кельне. В следующем году вышла его первая кулинарная книга.
Биография Салии была экранизирована и вышла под одноимённым названием «Свидание с жизнью вслепую» 26 января 2017 года в немецких кинотеатрах. В кино роль Салии Кахаватте сыграл Костя Ульман. В 2017 году автобиография Салии Кахаватте была выпущена как аудиокнига.
Кахаватте живёт и работает в Гамбурге.

## Другие проекты
Кахаватте выступает за инклюзивное образование слабовидящих, людей с серьёзными нарушениями зрения и слепых с помощью создания общественно полезной организации «Объединение Салии». Кроме того, он выступает за независимость слабовидящих, людей с серьёзными нарушениями зрения и слепых в повседневной жизни. Для такой цели Кахаватте использует в очках цифровую систему камер, о многочисленных возможностях этой системы он рассказал в СМИ.

## Публикации
- Свидание с жизнью вслепую, Издательство «Eichborn», 2009, ISBN 978-3-8218-5704-6
- CD: Свидание с жизнью вслепую, Говорящие книги Штейнбаха, 2017, ISBN 978-3869742915
- Аюрведа, Издательство «BLV», 2016, ISBN 978-3-8354-1363-4
- Моя азиатская гастрономическая поездка: через Берлин, Амстердам, Лондон, Париж, Издательство «Tre Torri», 2018, ISBN 978-3-96033-045-5

## Выступления на телевидении

### Германия
- Darf er das? («Может ли он?») — Шоу Криса Толла (RTL): 4 ноября 2018
- Spektakulär («Сенсация») (RTL): 2 июля 2017
- Menschen («Люди») — журнал (ZDF): 15 апреля 2017
- ZDF-Mittagsmagazin: 1 марта 2017
- 21 Schlagzeilen («21 заголовок») — Немыслимые карьерные пути (Sat.1): 1 марта 2017
- Kölner Treff («Встреча в Кельне») (WDR): 3 февраля 2017
- Leute («Люди») (SWR1): 29 января 2017
- DAS! (NDR): 29. Januar 2017
- Abenteuer Leben («Жизнь-приключение») — Хоффман против остального мира (Кабель 1): 26 января 2017
- Metropolis (Arte): 22 января 2017
- 37 Grad («37 градусов») (ZDF): 2014
- Galileo (телепередача) (Pro7): 2013
- Spiegel TV (Vox): 2011

### Швейцария
- Talk Täglich («Разговор ежедневно») (телевидение Цюриха): 16 февраля 2017.
- Top Talk (Tele Top): 15 февраля 2017
- 10vor10 («10 от 10») (Телевидение Швейцарии): 30 января 2017
- Aeschbacher («Эшбахер») (Телевидение Швейцарии): 29 апреля 2010